# Holubinka Quéletova
Holubinka Quéletova (Russula queletii) je nejedlá houba z čeledi holubinkovitých (Russulaceae). Své druhové jméno dostala po významném francouzském mykologovi Lucienovi Quéletovi.

## Znaky
Klobouk v průměru dorůstá 4–8 cm, u mladých plodnic polokulovitý, pro dospělé exempláře je typická prohlubinka v jeho středu. Zbarvení klobouku může být dle stáří plodnice temně vínové až po purpurovou, někdy s citronově žlutým nádechem, stárnutím mají plodnice tendenci blednout, přičemž se střed klobouku stává tmavším, než jeho zbytek. Pokožka je lesklá, dá se lehce sloupnout.
Lupeny 8 mm vysoké, v mládí bílé, ve stáří nabývají voskově žlutého, při otlačení dokonce zeleného odstínu. Na klobouku jsou středně hustě uspořádány, ke třeni jsou těsně připojeny. Výtrusný prach je krémově žlutý.
Třeň červenofialový (vzácně i bílý), hladký, válcovitý, někdy mírně kyjovitý, 4–7 cm dlouhý, v dospělosti vyplněný vatou.

Rozšíření Holubinky Quéletovy v Evropě

Dužnina bílá, po poranění slabě žloutne, voní slabě po angreštovém či jablečném kompotu (podle toho se druhu v anglicky mluvících zemích říká „gooseberry russula“ – angreštová holubinka).

## Užití
Velmi palčivá chuť činí tuto houbu nepoživatelnou.

## Ekologie
Holubinka Quéletova roste poměrně vzácně od července do října v (pod)horských oblastech, při okrajích cest a ve (především mladých) smrkových lesích, na zásaditých, vápenitých půdách.

## Rozšíření
Tento druh se vyskytuje v oblastech severozápadu Severní Ameriky a Evropy.

## Galerie

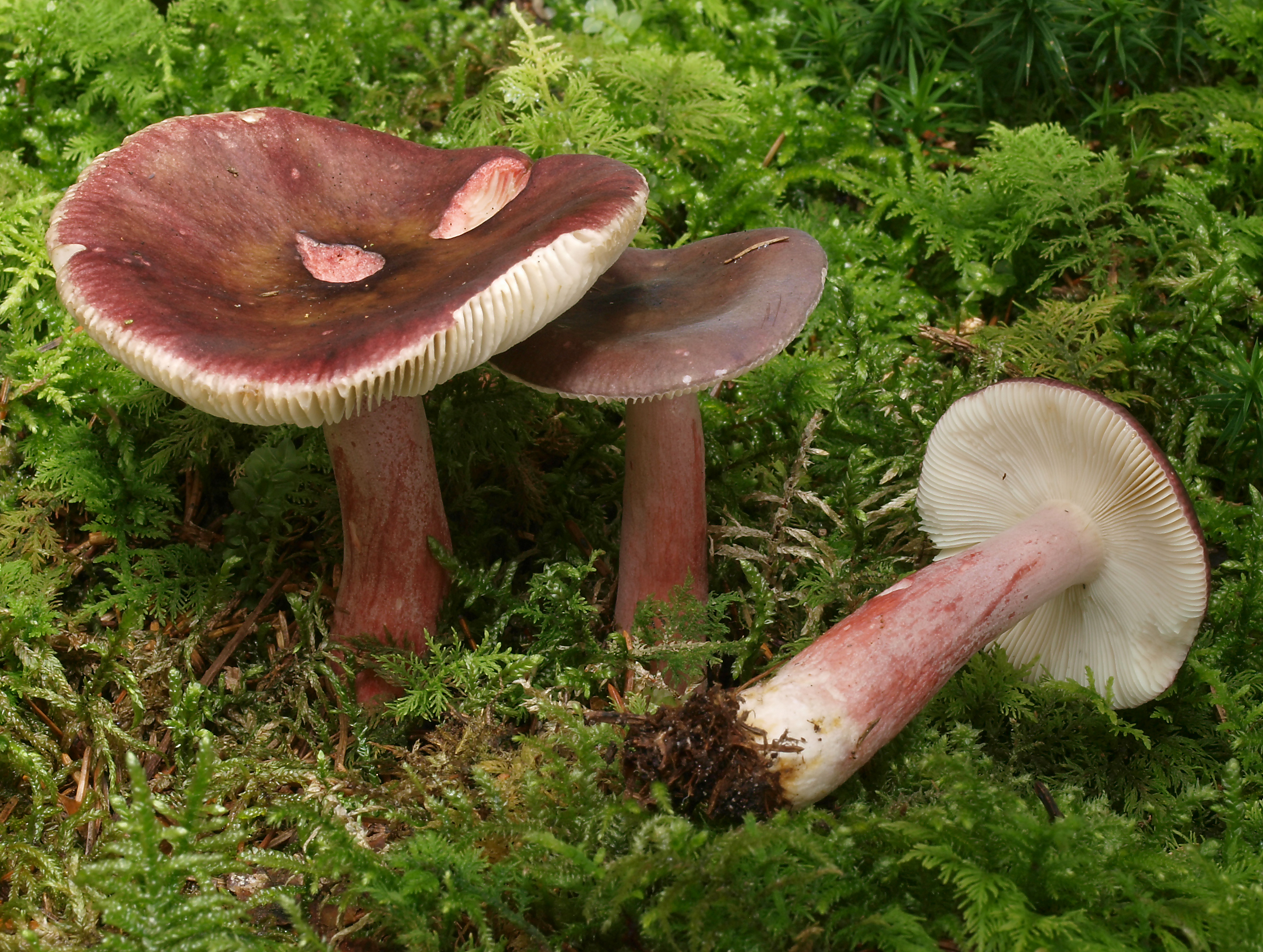
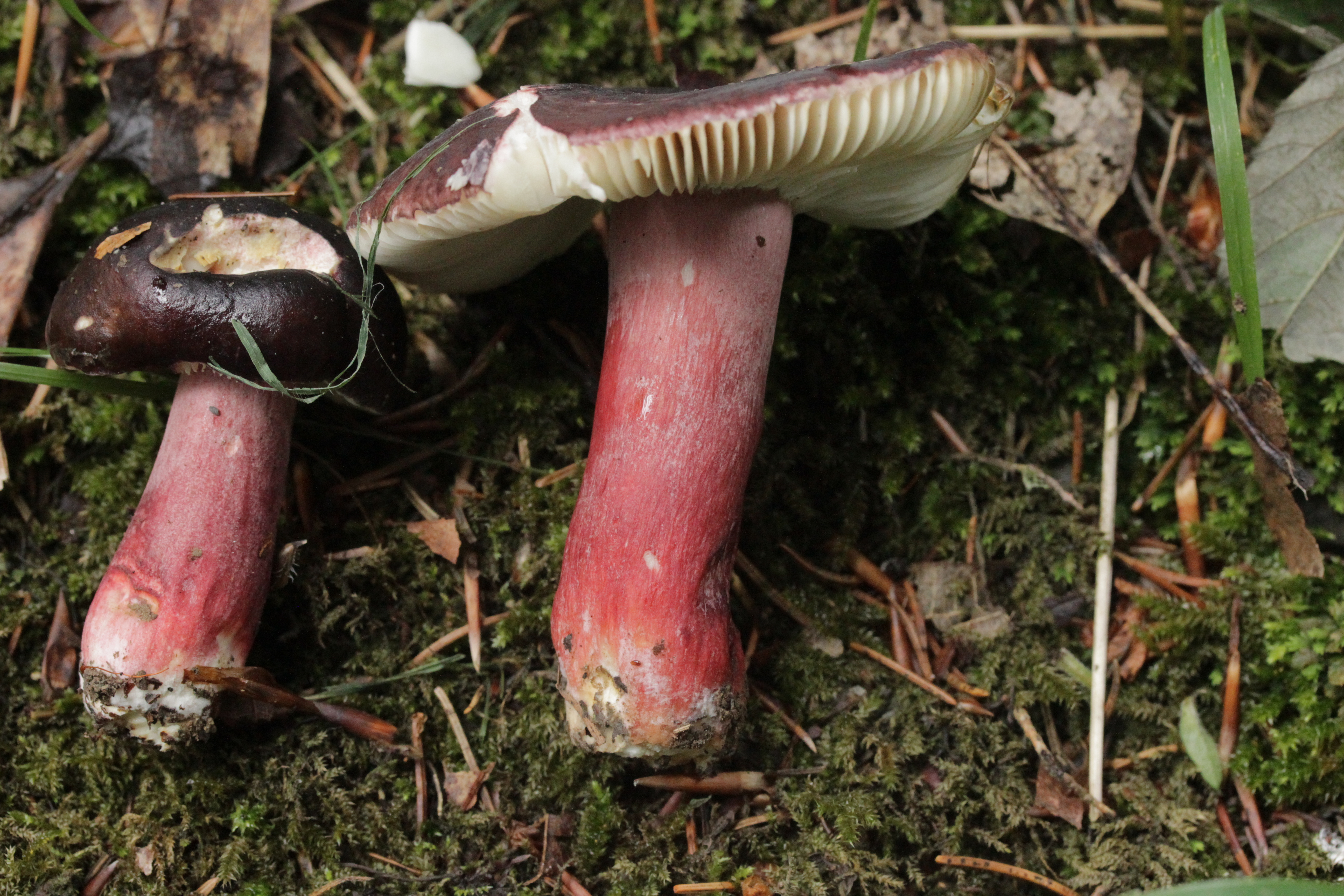
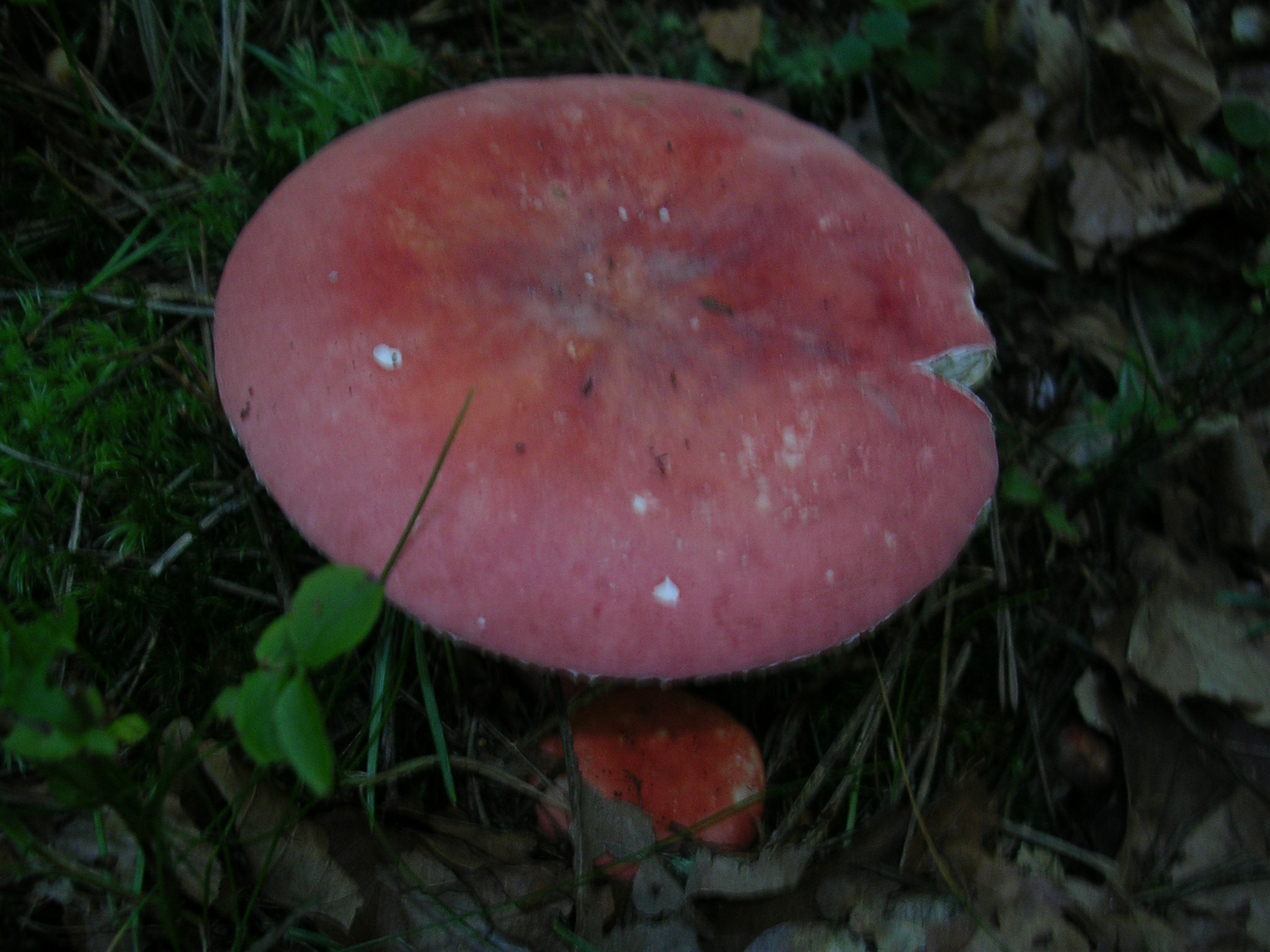
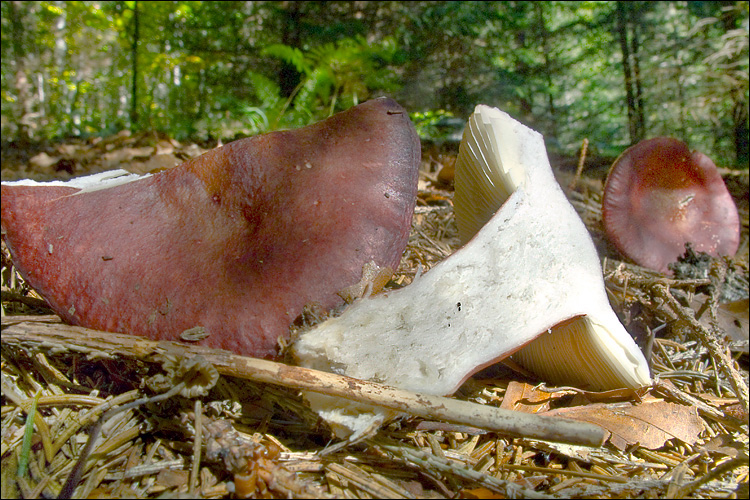

## Možnost záměny
- Holubinka jízlivá (Russula sardonia) - liší se citronově žlutými lupeny, výskytem u borovic a růžovou reakcí dužniny na čpavek (u h. Quelétovy je negativní).[5]
- Holubinka brunátná (Russula badia) - liší se zabarvením třeně (bílý s růžovým nádechem), výskytem (roste rovněž v jehličnatých lesích, preferuje naopak kyselé půdy) a vůní (rozetřené lupeny mají vůni cedrového dřeva).[7][1]